# Sago

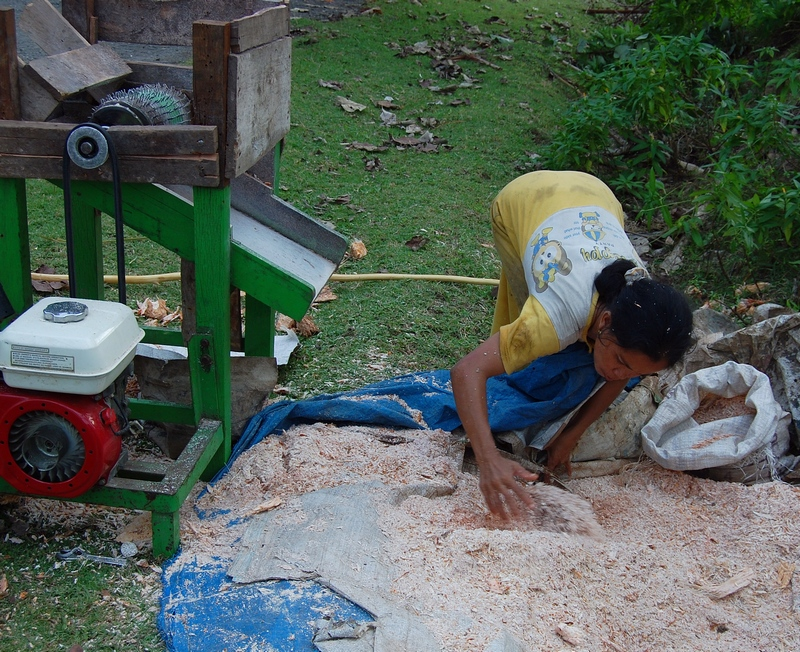
Một người phụ nữ ở Simeulue, Indonesia đang làm tinh bột sago từ cây cọ.

Sago hay bột cọ là tinh bột chiết xuất từ ruột xốp của nhiều loại cây cọ nhiệt đới khác nhau, đặc biệt là Metroxylon sagu. Đây là một thực phẩm thiết yếu cho các dân tộc vùng thấp của New Guinea và Moluccas, nơi nó được gọi là saksak, rabia và sagu. Các nguồn cung cấp lớn nhất của sago đến từ Đông Ấn. Số lượng lớn sago được gửi đến châu Âu và Bắc Mỹ để nấu ăn. Nó thường được nấu chín và ăn trong các hình thức khác nhau, chẳng hạn như cuộn vào quả bóng, pha với nước sôi để tạo thành một dạng bột nhão, hoặc như dạng bánh nướng chảo.
Sago thường được sản xuất thương mại theo hình thức "viên nhỏ". Viên nhỏ sago có thể được đun sôi với nước hoặc sữa và đường để làm một bánh loại bánh ngọt. Viên nhỏ sago dáng tương tự nhau với bột năng và bột khoai tây. Chúng có thể được sử dụng thay thế cho nhau trong một số món ăn.